# Johnny Chan
Pour les articles homonymes, voir Johnny et Chan.
 (novembre 2014).
Si vous disposez d'ouvrages ou d'articles de référence ou si vous connaissez des sites web de qualité traitant du thème abordé ici, merci de compléter l'article en donnant les références utiles à sa vérifiabilité et en les liant à la section « Notes et références ».
Johnny Chan, dit Johnny « Orient Express » Chan (né en 1957 à Canton, Chine) est un joueur sino-américain de poker professionnel. Il est l'un des joueurs les plus titrés au monde, accumulant 10 bracelets WSOP.

## Biographie
Il déménage souvent pendant son enfance, d’abord à Hong Kong en 1962 puis vers les États-Unis, à Phoenix en 1968 et enfin à Houston en 1973, où sa famille possède des restaurants.
Destiné à travailler dans l’affaire familiale, à l’âge de 21 ans, il interrompt ses études en hôtellerie et restauration à la University of Houston et part pour Las Vegas afin de devenir joueur de poker professionnel.
Il acquiert la célébrité à la fin des années 1980, en gagnant deux fois de suite le championnat du monde de poker (World Series of Poker) à Las Vegas. D’abord en 1987 contre Frank Henderson (en), puis en 1988 contre Erik Seidel sur un coup de bluff mémorable.
En 1989, Jerry Buss, propriétaire de l’équipe de basket des Lakers de Los Angeles, lui promet alors une bague du championnat NBA s'il est capable de gagner les WSOP une troisième fois de suite. Chan est en passe de renouveler l’exploit mais il perdra en finale face au jeune Phil Hellmuth Jr.
En 1998, Johnny Chan devient le plus médiatique des joueurs de poker en faisant une apparition dans le film Les Joueurs (Rounders en VO), où il tient son propre rôle.
En 2002, Johnny Chan entre au Poker Hall of Fame.
Johny Chan a gagné 10 bracelets WSOP.
Il a accumulé plus de 8 600 000 $ en tournois.
Johnny Chan est connu pour avoir une orange porte-bonheur devant lui à la table, et après son deuxième titre, de nombreux joueurs se mirent aussi à poser des fruits sur la table en espérant augmenter leur chance de réussite. Pourtant, si Johnny Chan a toujours une orange devant lui, c’est que fumer était autorisé pendant la plupart des tournois de poker. Étant non fumeur, il humait régulièrement la peau de l’orange pour couvrir l'odeur du tabac.
En plus d’être joueur de poker, Johnny Chan possède un restaurant rapide à l'hôtel Stratosphere situé à Las Vegas. Il mène également une carrière de consultant pour les casinos et fabricants de jeu. De plus, il écrit pour le magazine Card Player (en) et a aujourd’hui pour principal projet d’ouvrir son propre casino.

## Bracelets WSOP
| Année | Tournoi                                           | Prix      |
| ----- | ------------------------------------------------- | --------- |
| 1985  | 1 000 $ Limit Hold'em                             | 171 000 $ |
| 1987  | 10 000 $ No Limit Hold'em World Championship      | 625 000 $ |
| 1988  | 10 000 $ No Limit Hold'em World Championship      | 700 000 $ |
| 1994  | 1 500 $ Seven Card Stud                           | 135 600 $ |
| 1997  | 5 000 $ Deuce to Seven Draw                       | 164 250 $ |
| 2000  | 1 500 $ Pot Limit Omaha                           | 178 800 $ |
| 2002  | 2 500 $ No Limit Hold'em Gold Bracelet Match Play | 34 000 $  |
| 2003  | 5 000 $ No Limit Hold'em                          | 224 400 $ |
| 2003  | 5 000 $ Pot Limit Omaha                           | 158 100 $ |
| 2005  | 2 500 $ Pot Limit Hold'em                         | 303 025 $ |